# Tanava
Tanava is een geslacht van vliesvleugeligen uit de familie Eulophidae. De wetenschappelijke naam van dit geslacht is voor het eerst geldig gepubliceerd in 1918 door Brèthes.

## Soorten
Het geslacht Tanava is monotypisch en omvat slechts de volgende soort:
- Tanava rospigliosii Brèthes, 1918